# بوبان غرنتشاروف
بوبان غرنتشاروف (بالإنجليزية: Boban Grnčarov)‏ (مواليد 12 أغسطس 1982 في سكوبيه) لاعب كرة قدم مقدوني دولي يجيد اللعب في خط الدفاع . يلعب حالياً لصالح أبويل القبرصي منذ 2009 .

## روابط خارجية
- بوبان غرنتشاروف على موقع الاتحاد الدولي (مؤرشف)  (الإنجليزية)
- بوبان غرنتشاروف على موقع الاتحاد الأوربي (الإنجليزية)
- بوبان غرنتشاروف على موقع اتحاد أوكرانيا (الإنجليزية)
- بوبان غرنتشاروف على موقع قاعدة بيانات كرة القدم.إي يو (الإنجليزية)
- بوبان غرنتشاروف على موقع ناشيونال فوتبول تيمز (الإنجليزية)
- بوبان غرنتشاروف على موقع Soccerway.com (الإنجليزية)
- بوبان غرنتشاروف على موقع عالم كرة القدم.نت (الإنجليزية)